# Rocky Cape nationalpark
Rocky Cape nationalpark är en 30,64 km² stor nationalpark i Tasmanien, Australien som inrättades 1967. Aboriginer bosatte sig i området för omkring 10 000 år sedan och det finns material från de senaste 8 000 åren.

## Flora
Rocky Cape har en varierad vegetation, hedlandskapet som dominerar de bergigare delarna har hundratals olika växtarter, bland annat 40 olika orkidéarter. Andra arter som finns i hedlandskapet är brokiris, boronia, julliljor och grästräd.
I områden som är mer skyddade från vind och eld växer mindre träddungar med bland annat acacia, melaleuca och banksia. Växtsjukdomen phytophthora finns i parken.